# Sô-Tchanhoué
Sô-Tchanhoué est un village semi-lacustre du sud-est du Bénin, situé sur la rive septentrionale du lac Nokoué, à proximité de Ganvié, dans la commune de Sô-Ava et le département de l'Atlantique. 

## Population
Les habitants sont des Tofinu ; ils parlent le tofin-gbe, une langue gbe. Ils vivent principalement des revenus de la pêche, qu'ils pratiquent dans les acadjas : la technique de l'acadja a été mise au point à la fin du XIXe siècle par un pêcheur nommé Winsou, originaire de Sô-Tchanhoué.
En 1963, la population a été estimée à 3 800 personnes.
Dans le village, la charge suprême est celle du roi.

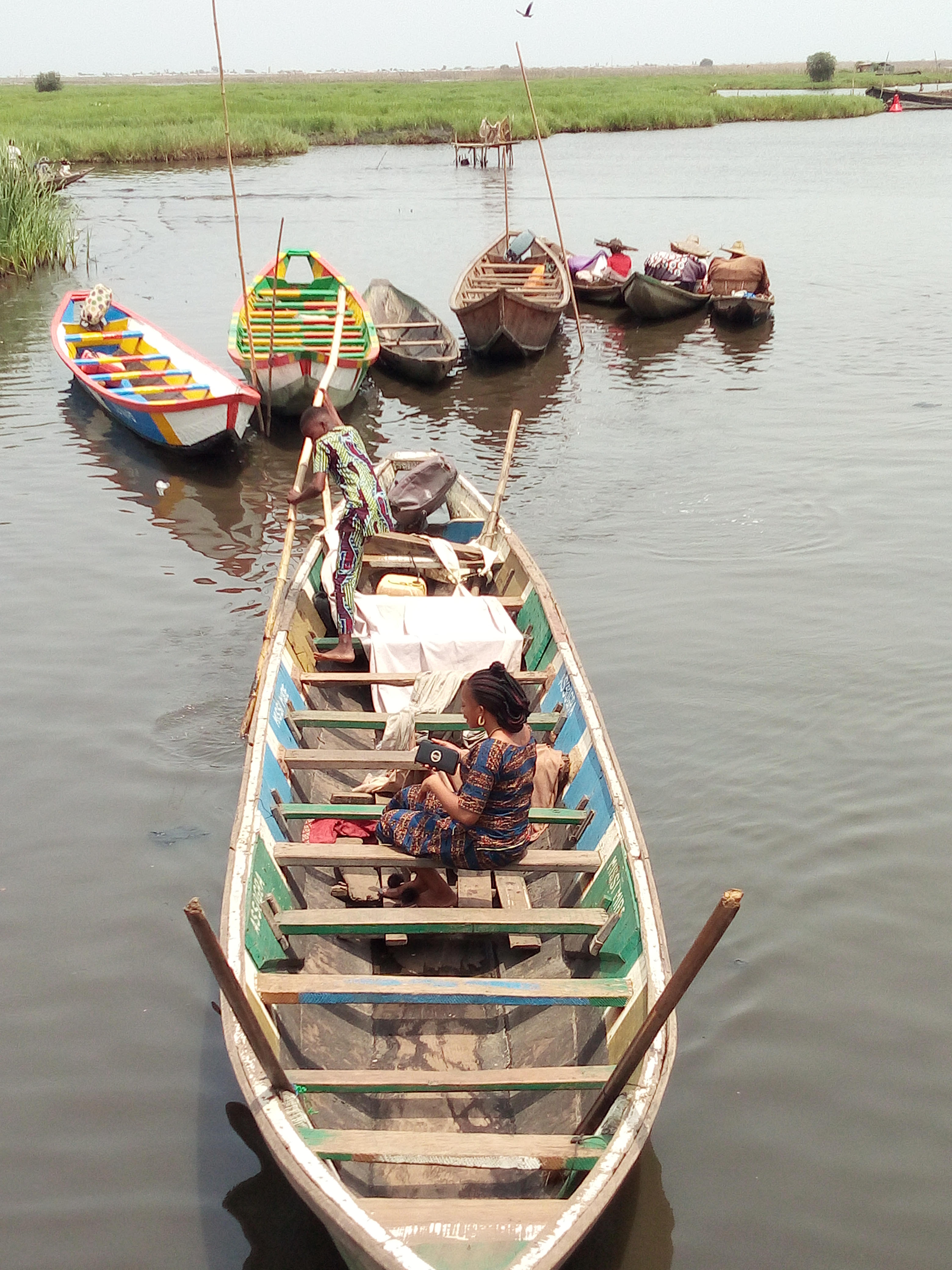
Transport fluvial à Sô-Tchanhoué.